# Обух

названия частей плотницкого топора

О́бух — тупое окончание 1-лезвийного клинка или топора, противоположное лезвию. 
В холодном оружии обух использовали обычно для крепления древка (ратовища). В нём просверливали отверстия (обычно не меньше трёх), в которые вбивали гвозди-заклёпки. Иногда вместо обуха клинка располагалось дополнительное оружие. Так, на алебардах обычно отливали крюк. Иногда клевец и чекан объединялись на одном древке для уравновешивания и большей функциональности оружия.

7 — обух

## Примечание
1. ↑  Бодэ А. Б., Зинина О. А. Традиционные русские плотницкие технологии: Работа с деревом, конструкции, архитектура. — М. : Институт наследия, 2016. — 142 с. : ил. — ISBN 978-5-86443-209-9.